# Marcin Macuk
Marcin Bartosz Macuk, także Emma Cuk (ur. 20 kwietnia 1976 w Szczecinie) – polski muzyk, kompozytor, wokalista, producent muzyczny i multiinstrumentalista. Członek Akademii Fonograficznej ZPAV.
W latach 2001–2008 klawiszowiec zespołu Pogodno. Był pierwszym basistą zespołu Hey, później członkiem zespołu The Days, z którym nagrał dwie płyty: Mr. Right (1993) i Disharmonic Burger Kill (1994). W 1999 r. jako Emma Cuk z zespołem Snuz nagrał płytę Razem, która została nominowana do Fryderyka w kategorii najlepszy album rap/hip-hop. Znany jest również ze współpracy z Katarzyną Nosowską. Pojawił się już na jej pierwszej solowej płycie puk.puk (1996), komponując utwory „O papierkach” i „Na ucho”. Jest kompozytorem wszystkich utworów na płycie UniSexBlues (2007), pod jego dyrekcją powstała płyta Osiecka (2008) i nowe aranżacje piosenek zespołu Hey na koncert z cyklu MTV Unplugged.
Współpracował również z Moniką Brodką, Abradabem. Wyprodukował album zespołu Braty z Rakemna.
W 2008 r. został laureatem Fryderyka – za produkcję płyty Hey MTV Unplugged. Koncertował razem z grupą Hey w ramach trasy promującej album Miłość! Uwaga! Ratunku! Pomocy! (zamiennie z Krzysztofem Zalewskim). Współpracował z Korą, był kompozytorem i współproducentem muzycznym jej płyty Ping Pong; pierwszym efektem ich pracy był singiel Zabawa w chowanego . Skomponował ścieżki dźwiękowe do filmów Marcina Wrony: „Moja krew” (2009) i „Chrzest” (2010). Od 2013 współpracuje na stałe z zespołem HEY. Do 2018 kontynuuje prace z Katarzyną Nosowską w zespole solowym. W 2017 zaaranżował i wykonał wraz z Jerzym Rogiewiczem oraz zespołem Old Skull Hippie Combo koncert z polskimi przebojami sprzed lat w Filharmonii Szczecińskiej pt. „Paprykarz Szczeciński i Oranżada”.
Jest autorem muzyki do seriali telewizyjnych. Producent i współreżyser filmu dokumentalnego o słynnym podróżniku Aleksandrze Dobie pt. „Happy Olo – pogodna ballada o Olku Dobie”.
Absolwent II Liceum Ogólnokształcącego im. Mieszka I w Szczecinie.

## Dyskografia
- The Days – Mr. Right (1993, Izabelin Studio)
- Katarzyna Nosowska – puk.puk (1996, PolyGram Polska)
- Pogodno – Sejtenik miuzik & romantik loff (2001, Noff Records)
- Pogodno – Pogodno gra Fochmann’a – Hajle Silesia (2002, Noff Records)
- Pogodno – Tequila (2003, Sony Music)
- Abradab – Czerwony album (2004, S.P. Records)
- Braty z Rakemna – Fusy precz!!! (2004, Sony Music Entertainment)
- Hey – Echosystem (2005, Sony BMG)
- Monika Brodka – Moje piosenki (2006, Sony BMG Music Entertainment)
- Katarzyna Nosowska – UniSexBlues (2007, QL Music)
- Hey – MTV Unplugged (2007, QL Music)
- Pogodno – Opherafolia (2007, Mystic Production)
- Katarzyna Nosowska – Osiecka (2008, QL Music)[7]
- Martyna Jakubowicz – Te 30. urodziny (2008, Agora)
- Łąki Łan – ŁąkiŁanda (2009, EMI Music Poland)
- Katarzyna Nosowska – 8 (2011, Supersam Music)[8]
- Hey – „Unplugged w Filharmonii Szczecińskiej” – (Kayax 2014)
- Hey – „Błysk” (Kayax 2015)
- Pogodno – „Sokiści chcą miłości” (Mystic 2017)
- Paprykarz Szczeciński i Oranżada (Filharmonia Szczecińska 2018)

## Filmografia
| Tytuł                      | Rok  | Uwagi                                                         |
| -------------------------- | ---- | ------------------------------------------------------------- |
| „Historia polskiego rocka” | 2008 | film dokumentalny, reżyseria: Leszek Gnoiński, Wojciech Słota |

## Nagrody i wyróżnienia
| Rok  | Kategoria               | Tytułem                                                                                                   | Nagroda  | Uwagi     | Źródło |
| ---- | ----------------------- | --- | -------- | --------- | ------ |
| 2008 | Produkcja Muzyczna Roku | Nosowska – Era Retuszera Marcin Bors (realizacja) oraz Marcin Macuk (produkcja muzyczna)                  | Fryderyk | Nominacja | [ 9 ]  |
| 2008 | Produkcja Muzyczna Roku | Hey – MTV Unplugged Marcin Macuk (produkcja muzyczna) oraz Leszek Kamiński i Wojtek Łopaciuk (realizacja) | Fryderyk | Laur      | [ 9 ]  |
| 2008 | Produkcja Muzyczna Roku | Nosowska – UniSexBlues Marcin Bors (realizacja) oraz Marcin Macuk (produkcja muzyczna)                    | Fryderyk | Nominacja | [ 9 ]  |
| 2008 | Kompozytor roku         | Marcin Macuk                                                                                              | Fryderyk | Nominacja | [ 9 ]  |
| 2012 | Produkcja Muzyczna Roku | Nosowska – 8 (produkcja muzyczna) Marcin Bors i Marcin Macuk (realizacja) Marcin Bors                     | Fryderyk | Nominacja | [ 10 ] |
| 2012 | Kompozytor roku         | Marcin Macuk                                                                                              | Fryderyk | Nominacja | [ 10 ] |